# Rico Saccani
Rico Saccani (Tucson, 16 aprile 1952) è un direttore d'orchestra e pianista italiano che ha lavorato come direttore musicale/consulente artistico dell'Orchestra Filarmonica di Budapest tra il 1996 e il 2005 ed è stato direttore principale ospite dell'Opera di Stato Ungherese dal 1985 al 2005.

## Biografia
Saccani cominciò la sua carriera musicale con gli studi di pianoforte all'età di sei anni. Ha frequentato la National Music Camp a Interlochen, Michigan dal 1965 al 1968 ed ha continuato al Chautauqua Summer Music Institute dal 1969 al 1972. Nel 1973 ha frequentato l'Accademia estiva a Fontainebleau dove lavorò con Nadia Boulanger. Dopo 300 concerti di pianoforte per la Comunità dal 1974 al 1978, nel 1978 ha partecipato ai Concorsi Pianistici Internazionali Leeds e Tchaikowsky.
Nel 1974 Saccani si laureò presso l'Università dell'Arizona con un B.S. in Business e tornò nel 1980 per un B.M. (Bachelor of Music) in Musica. Dal 1980 al 1982 ha frequentato l'Università del Michigan Scuola di Musica, dove ha ottenuto il suo M.M. (Maestro di Musica) in Direzione d'Orchestra sotto Gustav Meier e la sua D.M.A. (Doctor of Musical Arts) sotto Louis Nagel.
Saccani frequentò il seminario di direzione orchestrale 1983 estivo per giovani direttori a Tanglewood dove collaborò con Seiji Ozawa, Leonard Bernstein e Maurice Abravanel. Durante uno stage di apprendistato di sette anni con direttore italiano Giuseppe Patanè, Saccani nel 1984 vinse il primo premio al Concorso di Direzione Internazionale Herbert von Karajan a Berlino.
Saccani è stato ingaggiato a dirigere con le Orchestre della Radio di Berlino e Stoccarda, la Royal Danish Philharmonic e il Festival di Spoleto. Il suo debutto operistico è avvenuto nel 1985 con Un giorno di regno di Verdi al Teatro Filarmonico di Verona, La traviata all'Opera di Parigi e all'Opera di Stato di Vienna, Il turco in Italia al Festival Rossini di Pesaro, oltre a La bohème al Philadelphia Opera con Luciano Pavarotti per la rete televisiva americana PBS.

## Direttore ospite
Saccani è apparso regolarmente come direttore ospite con molte importanti orchestre sinfoniche tra cui la Orchestra sinfonica della radio bavarese, la Orchestra Filarmonica Ceca, la Irish National Symphony, la Tokyo Philharmonic Orchestra e l'Orchestra Sinfonica Giapponese Yomiuri, la Filarmonica di Oslo, la Madrid Symphony Orchestra e la Bilbao Orkestra Sinfonikoa, la Gurzenisch Orchestra (Cologna), l'Orchestra da Camera di Ginevra, la Orchestra Filarmonica di Budapest, la Mannheim National Theater Orchestra, la Marseilles Opera Orchestra e la Franz Liszt Chamber Orchestra.
Il maestro Saccani è apparso anche alla Opera di Amburgo, l'Opéra national de Lyon, l'Opera di Monte-Carlo, l'Arena del Festival di Nîmes, il Théâtre national de l'Opéra-Comique di Parigi, Roma, Dresda e l'Opera di Colonia.
Saccani fece il suo debutto al Metropolitan Opera House nel Trovatore ed è stato nuovamente ingaggiato per la prima trasmissione radiofonica internazionale di La traviata e Aida. Ha inoltre diretto al Teatro San Carlo (Napoli), l'Arena di Verona (Rigoletto), la Houston Grand Opera, il Puccini Festival Torre del Lago (Turandot), il Teatro Bellini di Catania (La favorita e I puritani), e anche il Maggio Musicale Fiorentino, il Festival di Avenches in svizzera e il Festival Estivo di Musica di Santander in Spagna.
Il maestro Saccani è stato Direttore Principale/Direttore Artistico della Orchestra Filarmonica di Budapest dal 1999 al 2006 ed anche Direttore Ospite Principale del Teatro dell'Opera di Budapest negli stessi anni. Ha avviato un "Maratona Verdi" nel Teatro dell'Opera di Budapest, nel gennaio 2000, per celebrare il millennio in cui diresse sette opere di Verdi in nove serate. Tornò al Carnegie Hall di New York e al Kennedy Center di Washington quello stesso anno con l'Orchestra Sinfonica Islandese come suo direttore musicale durante il tour in Nord America.

## Sinfonie e interpreti
Tra coloro con i quali si è esibito Saccani elenchiamo:

### Orchestre Sinfoniche
- American Symphony Orchestra (New York City)
- Bavarian Radio Orchestra (Munich)
- Berlin Radio Symphony Orchestra
- Budapest Philharmonic
- Hungarian State Opera Orchestra
- Houston Grand Opera Symphony Orchestra (Houston Symphony)
- Irish National Opera Orchestra (Dublin)
- Metropolitan Opera Orchestra (New York City)
- Monte-Carlo Opera Orchestra
- Moscow Symphony (Puccini Festival, Torre del Lago Italy)
- Oslo Philharmonic
- Paris Opera Orchestra
- Rome Opera Orchestra
- Royal Philharmonic of Denmark (Copenhagen)
- Stuttgart Radio Orchestra
- Tokyo Philharmonic
- Vienna State Opera Symphony Orchestra (Vienna Philharmonic)
- Yomiuri (Tokyo) Symphony Orchestra

### Interpreti
- Roberto Alagna
- Lucia Aliberti
- Cecilia Bartoli
- Carlo Bergonzi
- Beaux Arts Trio
- Alessandro Corbelli
- Ghena Dimitrova
- Peter Dvorsky
- Edita Gruberová
- Alfredo Kraus
- Denis Matsouev
- Aprile Milo
- Luciano Pavarotti
- Maria Dragoni
- Alberto Rinaldi
- Roberto Scandiuzzi
- Diana Soviero
- Sharon Sweet
- Julian Lloyd-Weber
- Dolora Zajick
- Giorgio Zancanaro
- Franco Zeffirelli

## Discografia scelta

### Orchestra Filarmonica di Budapest
- Schumann: Sinfonia n. 4 - Cello Concerto (Tamas Varga, solo) - Manfred Overture
- Dvořák: Sinfonia n. 9 ("From the New World") -- Scherzo Capriccioso
- Tchaikovsky: Sinfonia n. 1 ("Winter Dreams") - Prokofiev: Piano Concerto n. 3 (Kun-Woo Paik, solo)
- Rimsky-Korsakov: Capriccio Espagnol — Bartók: Hungarian Sketches — Vaughn-Williams: Fantasy on a theme by Thomas Tallis - Erkel: Festival Overture
- Gershwin: An American in Paris — Copland: Rodeo Suite — Barber: Adagio — Bernstein: Symphonic dances from "West Side Story"
- Dvořák: Sinfonia n. 8 --- Khachaturian: Violin Concerto (Livia Sohn, solo)
- Kodály: Hary Janos suite --- Bartók: Concerto for Orchestra
- Beethoven: Sinfonia n. 3 ("Eroica") - Prokofiev: Sinfonia n. 1 ("Classical")
- Respighi: The Pines of Rome - Roman Festivals, The Fountains of Rome
- Mussorgsky: Pictures at an Exhibition - Rimsky-Korsakov: Scheherazade
- Orff: Carmina Burana
- Cilea: Adriana Lecouvreur (Maria Temesi, Alberto Cupido)
- Donizetti: Lucia di Lammermoor / Messa di Gloria / La Favorita (Denyce Graves, Salvatore Fisichella)
- Leoncavallo: I Pagliacci (Vladimir Atlantov, Natalia Troitskaya, Alexandru Agache)
- Mascagni: Cavalleria rusticana (Galina Savova, Piero Cappuccilli, Vasile Moldoveanu)
- Mozart: Le nozze di Figaro (Janet Perry, William Stone, John Cheek)
- Verdi: Otello (Krisjan Johansson, Ilona Tokody, Sherrill Milnes)
- Verdi: Falstaff (Alberto Rinaldi)
- Verdi: Un ballo in maschera (Giorgina Lukacs, Peter Kellen)
- Verdi: Aida (Wilhelmenia Fernandez, Bruno Sebastian)
- Verdi: Rigoletto (Leo Nucci, Mariella Devia, Marcello Giordani)
- Verdi: Macbeth (Giorgina Lukacs)
- Verdi: La traviata (Diana Soviero, Jerry Hadley)
- Puccini: Turandot (Kristjan Johansson, Ghena Dimitrova)
- Puccini: Manon Lescaut (Ilona Tokody, Peter Kellen)
- Puccini: La Bohème (Luciano Pavarotti, Veronica Kinsces)
- Puccini: Tosca (Giorgina Lukacs)
- Puccini: Madama Butterfly (Raina Kabaivanska)
- Rossini: The Barber of Seville (Alberto Rinaldi, Gloria Scalchi, Dalibor Jenis)
- Rossini: Il turco in Italia (Simone Alaimo, Bruno Pratico, Valeria Esposito)

### Altre orchestre ed esecuzioni
- National Symphony Orchestra of Ireland & Rico Saccani
  - Verdi: Aida
- National Symphony Orchestra of Ireland & Rico Saccani
  - Respighi: Ancient Airs and Dances suites 1, 2 and 3
- Anatoli Fokonov, Gianni Mongiardino, Marta Szucs and Rico Saccani
  - Bellini: I Puritani (complete)

## Premi e riconoscimenti
2005 Legion d'Onore (Ungheria) per "eccezionali contributi alla vita culturale ungherese nel corso di 20 anni"